# Bussy-la-Pesle, Nièvre
Bussy-la-Pesle là một xã của tỉnh Nièvre, thuộc vùng Bourgogne-Franche-Comté, miền trung nước Pháp.

## Dân số
Theo điều tra dân số 1999 có dân số là 32. Vào ngày 1 tháng 1 năm 2004, dân số ước tính là 45 người.